# Pseudicius andamanius
Pseudicius andamanius là một loài nhện trong họ Salticidae.
Loài này thuộc chi Pseudicius. Pseudicius andamanius được Benoy Krishna Tikader miêu tả năm 1977.